# كيومي أساي
كيومي أساي (باليابانية: 浅井 清己) مواليد 12 أبريل 1974 في طوكيو، هي مؤدية أصوات يابانية.

## الأعمال

### أنمي
- بليتش
- داركر ذان بلاك
- غريت تيتشر أونيزوكا
- كيمي غا نوزومو آين
- ناروتو

### أفلام
- الأخير: ناروتو الفيلم

### ألعاب
- كيمي غا نوزومو آين

### دبلجة
- المسحورات
- ترانسفورمرز: برايم
- روكي 3

## وصلات خارجية
- كيومي أساي على موقع IMDb (الإنجليزية)
- كيومي أساي على موقع ميوزك برينز (الإنجليزية)
- كيومي أساي على موقع قاعدة بيانات الفيلم (الإنجليزية)
- كيومي أساي على موقع كينوبويسك (الروسية)
- كيومي أساي على موقع ANN person (الإنجليزية)